# Le Mensuel retrouvé
Le Mensuel retrouvé est un ouvrage de Marcel Proust, publié à titre posthume en 2012, aux éditions des Busclats. Il s'agit d'un recueil de onze textes inédits parus à la fin du XIXe siècle sous divers pseudonymes, et retrouvés grâce à un bibliophile. Ce recueil rassemble, entre autres, des chroniques de mode et de la vie mondaine et culturelle, des commentaires d'expositions et des critiques littéraires,, qui donnent à voir les prémices de ses œuvres postérieures.

## Éditions
- Marcel Proust, Le Mensuel retrouvé, précédé de « Marcel avant Proust » de Jérôme Prieur, éditions des Busclats, 2012, 160 p.  (ISBN 9782361660130)